# Tần Thương
Tần Thương (tiếng Trung: 秦商; bính âm: Qin Shang; 547 TCN - ?), hay Tần Phi Tư (秦丕茲), Tần Bất Tư (秦不茲), tự Tử Phi (子丕) hay Bất Từ (不慈), Phi Từ (丕慈), tôn xưng Tần Tử (秦子), người nước Lỗ thời Xuân thu, là một trong thất thập nhị hiền của Nho giáo.

## Cuộc đời
Cha của Tần Thương là Tần Cẩn Phụ (秦堇父), cùng cha của Khổng Tử là Thúc Lương Hột đều nổi danh nhờ dũng lực, được Mạnh Hiến tử tôn trọng. Tần Thương kém Khổng Tử 4 tuổi.
Năm 72, thời Hán Minh Đế, Tần Thương được phối thờ trong Khổng miếu.